# Tractat de Dresden (1709)
|  | Per a altres significats, vegeu «Tractat de Dresden». |

El Tractat de Dresden es conclogué el 28 de juny de 1709, en el marc de la Gran Guerra del Nord. En el tractat s'acordà el restabliment de l'aliança entre Frederic IV de Dinamarca i August II el Fort contra l'Imperi Suec.